# Монтебело ди Чима (Ла Специја)
Монтебело ди Чима је насеље у Италији у округу Ла Специја, региону Лигурија.
Према процени из 2011. у насељу је живело 91 становника. Насеље се налази на надморској висини од 304 м.